# محوطه یارآباد ۱
محوطه یارآّباد ۱ مربوط به دوره اشکانیان تا سده‌های اولیه دوران‌های تاریخی پس از اسلام است و در شهرستان دره‌شهر، بخش مرکزی، دهستان زرین دشت، ۱/۵ کیلومتری شمال غرب روستای مرگه موری واقع شده و این اثر در تاریخ ۲۶ دی ۱۳۸۶ با شمارهٔ ثبت ۲۰۶۲۵ به‌عنوان یکی از آثار ملی ایران به ثبت رسیده است.